# Stemma del Minnesota
Lo stemma del Minnesota (ufficialmente in inglese Great Seal of the State of Minnesota, ossia Gran Sigillo dello Stato del Minnesota) è stato adottato l'11 maggio 2024 in sostituzione del precedente emblema, risalente al 1983. Il primo sigillo risale invece al 1876.

## Simbologia del vecchio sigillo
Il sigillo in uso fino al 2024 era di forma circolare, circondato dalla dicitura bianca su sfondo blu The Great Seal of the State of Minnesota e dalla data 1858.
L'immagine che caratterizzava la parte centrale del sigillo era ricca di simboli:
- il sole visibile all'orizzonte nella parte sinistra, evocante l'appartenenza al Midwest
- la pianura, che occupa gran parte dello Stato,
- un nativo americano che cavalca verso sud, a simboleggiare le origini storiche del Minnesota,
- il cavallo e la lancia dell'indiano, così come l'ascia, il fucile e l'aratro del pioniere, sono strumenti che riconducono alla caccia e al lavoro,
- il ceppo di legno rappresenta l'importanza del settore del legname per la storia del Minnesota,
- il fiume Mississippi e le cascate di Saint Anthony sono raffigurate sulla destra e denotano l'importanza delle risorse idriche per il territorio, i trasporti e l'industria dello Stato,
- il terreno arato e l'aratro sono simboli dell'agricoltura,
- i tre pini nella parte in alto a destra del sigillo rappresentano l'albero ufficiale dello Stato.

Nella parte superiore del cerchio centrale, ossia dell'immagine che caratterizza lo stemma, vi era un nastro arancione con iscritto il motto L'Étoile du Nord.

## Il nuovo sigillo
Col passare degli anni lo stemma fu oggetto di critiche sia per la notevole complessità del disegno, che in alcune applicazioni poteva risultare inintellegibile nei suoi dettagli più piccoli, sia per il suo significato intrinseco, che propalerebbe una visione fondamentalmente razzista e revisionista delle vicende legate alla colonizzazione del Minnesota da parte degli europei: l'effigie del pioniere che ara il campo mentre il nativo americano cavalca verso l'orizzonte fu letta come un'allegoria della cacciata delle popolazioni indigene da parte dei coloni.
In numerose occasioni nell'arco di diversi decenni furono promossi nel parlamento statale alcuni progetti di legge volti a istituire una commissione incaricata di valutare l'implementazione di modifiche allo stemma e alla bandiera. Nel maggio 2023 le due camere infine autorizzarono la creazione della Emblems Redesign Commission, con l'incarico di ridisegnare il sigillo e il vessillo e di proporli per l'approvazione entro i primi del 2024.
Secondo le linee guida stabilite dalla legge istitutiva della commissione, il nuovo sigillo doveva "riflettere in modo accurato e rispettoso la storia condivisa, le risorse e le diverse comunità culturali del Minnesota. Simboli, emblemi o immagini che rappresentino una singola comunità o singole persone, indipendentemente dal fatto che siano realistici o stilizzati, andrebbero evitati".
Il 5 dicembre 2023 la commissione selezionò come vincitore il bozzetto presentato da Ross Bruggink: esso raccoglieva diversi simboli del Minnesota (la strolaga, la "stella del nord", il germoglio di riso selvatico e alcuni pini) e conteneva il motto in lingua dakota Mni Sóta Makoce, ovvero "la terra dove le acque riflettono il cielo". Il 19 dicembre 2023 la commissione ha apportato una piccola modifica al disegno, aggiungendo una "cornice" di 98 riquadri dorati, che rappresentano le 87 contee e le 11 tribù indiane del Minnesota. Il nuovo sigillo è entrato formalmente in vigore l'11 maggio 2024, insieme alla nuova bandiera.

## Sigilli antichi

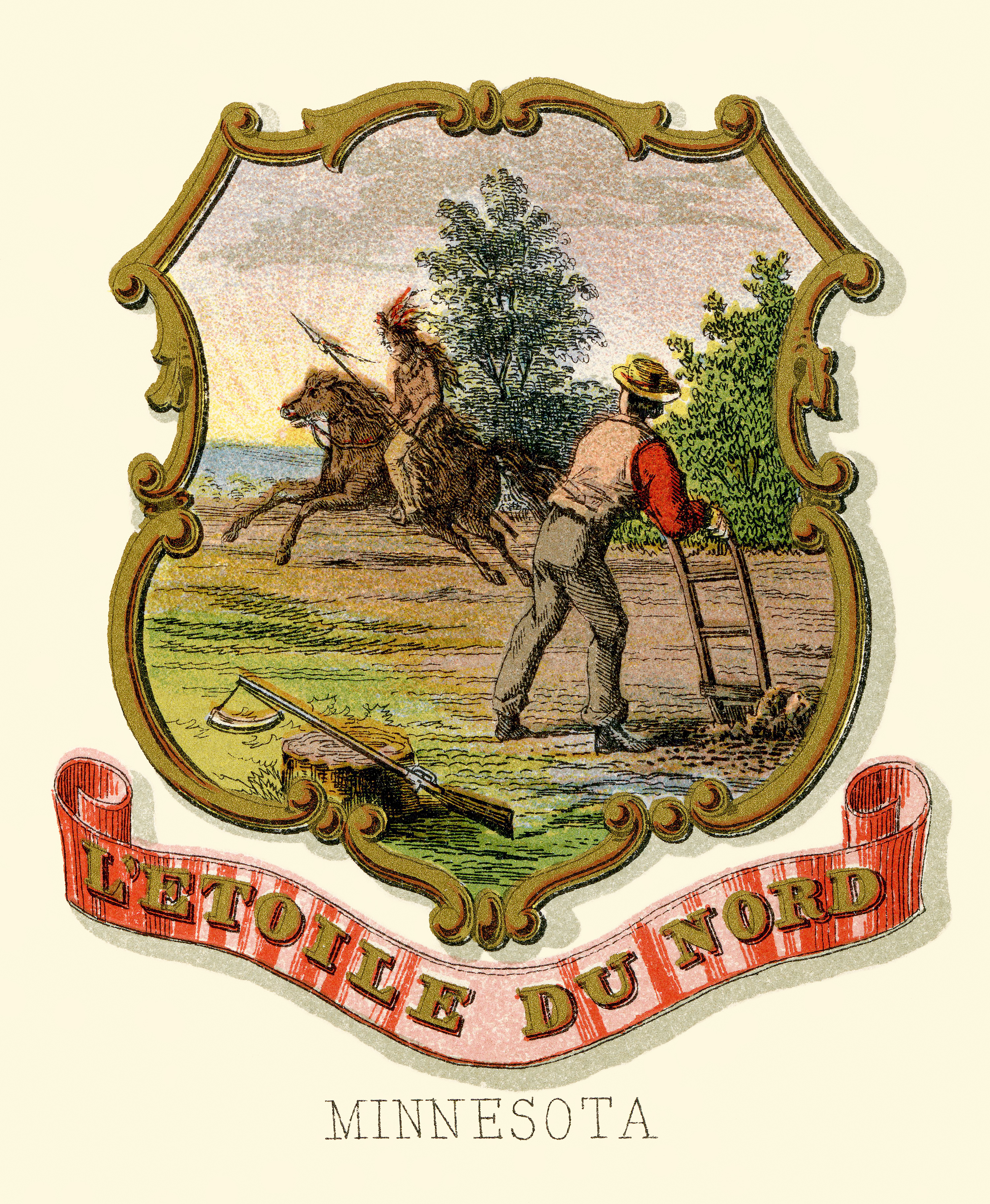
1876
1861–1983
1983-2024